# Bunte Götter

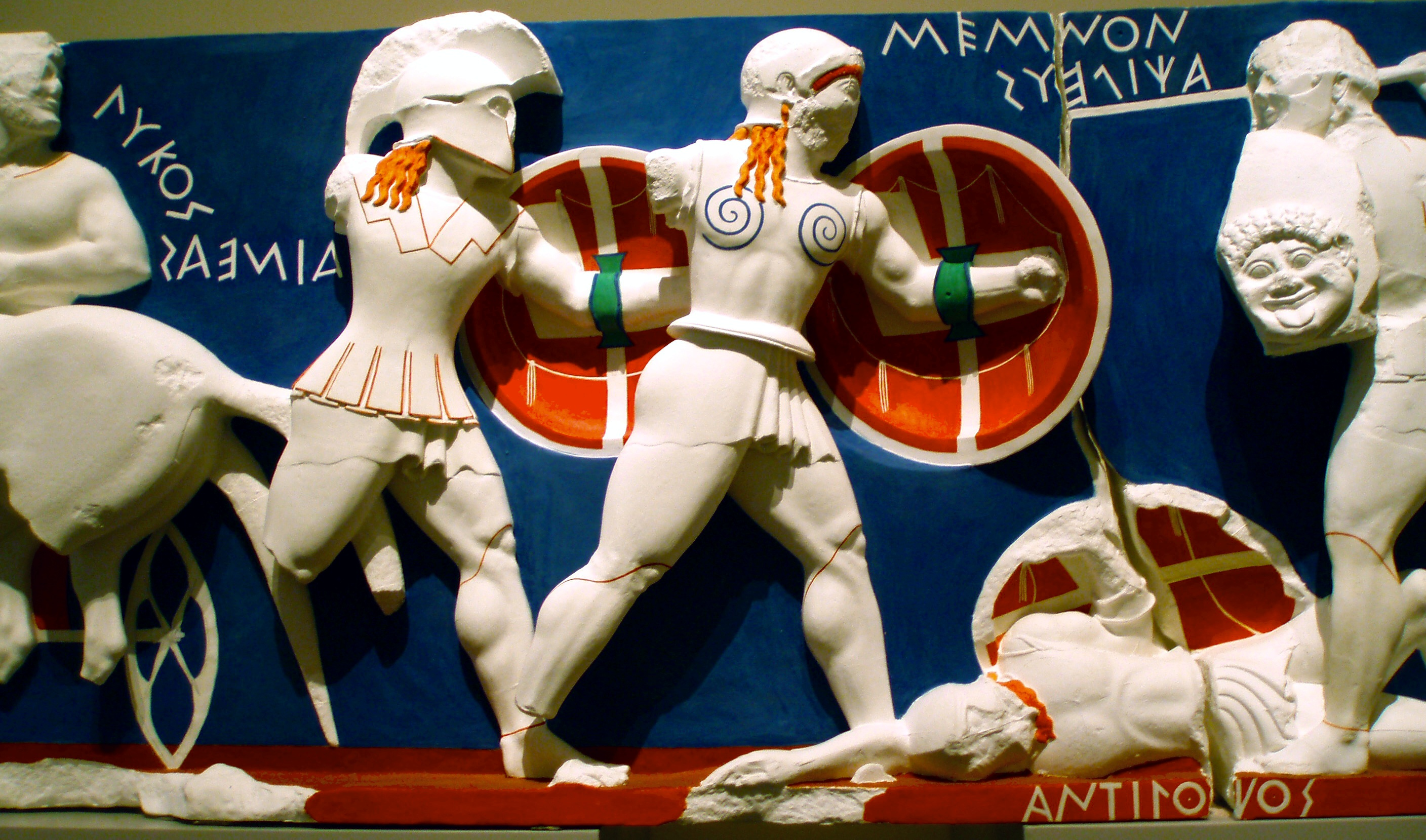
Ricostruzione di parte del fregio del Tesoro di Sifno, nel Santuario di Apollo a Delfi

Bunte Götter, o Dei Colorati, è un'esposizione d'arte prodotta dalla Gliptoteca di Monaco di Baviera nel 2003 e che da allora ha visitato vari musei d'Europa.

## Principi e traguardi
La mostra ha visto la collaborazione della Gliptoteca Ny Carlsberg di Copenaghen e dei Musei Vaticani, e ha presentato il risultato di ricerche intorno alla pratica poco divulgata degli antichi Greci di dipingere la superficie delle loro opere di scultura, sia nel complesso, sia soltanto in dettagli. Ciononostante, questa policromia si rovinò con il passare del tempo, e gli antiquari del Rinascimento, periodo in cui si cominciò ad apprezzare nuovamente le opere, non si resero conto della sua esistenza, e si passò a credere che tutta la scultura dell'antica Grecia era stata prodotta con i materiali che apparivano rimasti (ossia soprattutto con la pietra o con il bronzo). Più tardi l'errore fu scoperto, tuttavia si era preferito ignorare l'assunto, poiché per le culture neoclassica e romantica del XVIII e XIX secolo il bianco simboleggiava la purezza e la perfezione che immaginavano di trovare nelle forme scultoree della Grecia antica. Il tema rimase un tabù radicato, tanto che praticamente tutta la produzione scultorea in marmo - il materiale più "nobile" - rimaneva con il suo materiale apparente affinché emulasse meglio le preziose opere dell'antichità.
Rompendo questa tendenza che già si era dimostrata ingannevole, quelle istituzioni hanno prodotto una serie di repliche di statue e rilievi dei periodi arcaico e classico della Grécia al fine di recepire i colori come quelli che si è ritenuto possedessero in origine. Tale iniziativa si è basata su ricerche realizzate da un gruppo di scienziati e dagli archeologi Ulrike e Vinzenz Brinkmann, usando attrezzature di luce ultravioletta, microscopi e altri apparecchi ad alta sensibilità, capaci di scoprire residui di pigmento che ancora rimanevano su molti esemplari della scultura dell'antichità.
Le repliche con i loro colori nuovi (o in realtà antichi) sono state esposte a fianco degli originali antichi, che avevano perso tutto il loro colore durante i secoli, con risultati sorprendenti e affascinanti. L'esposizione ha avuto ampia copertura dai media, e ha contribuito a un processo di rieducazione dell'occhio contemporaneo verso una valutazione più completa e autentica dell'arte greca da quei tempi.

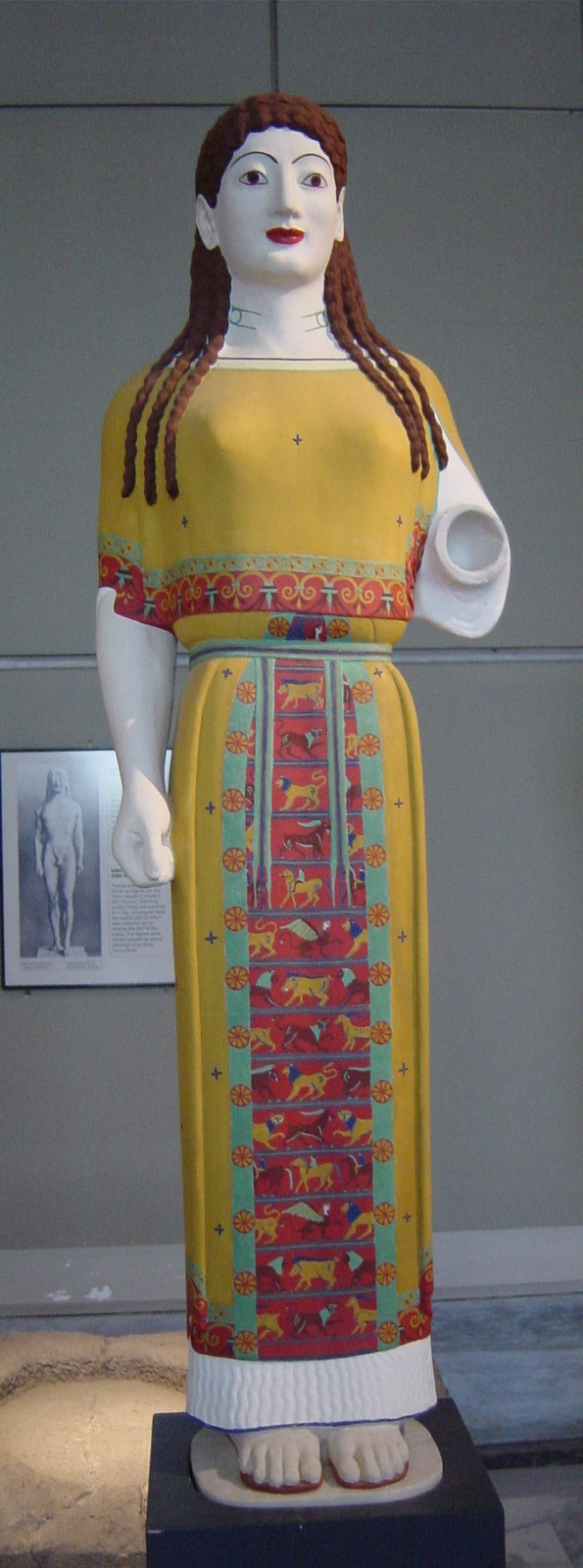
Kore arcaica
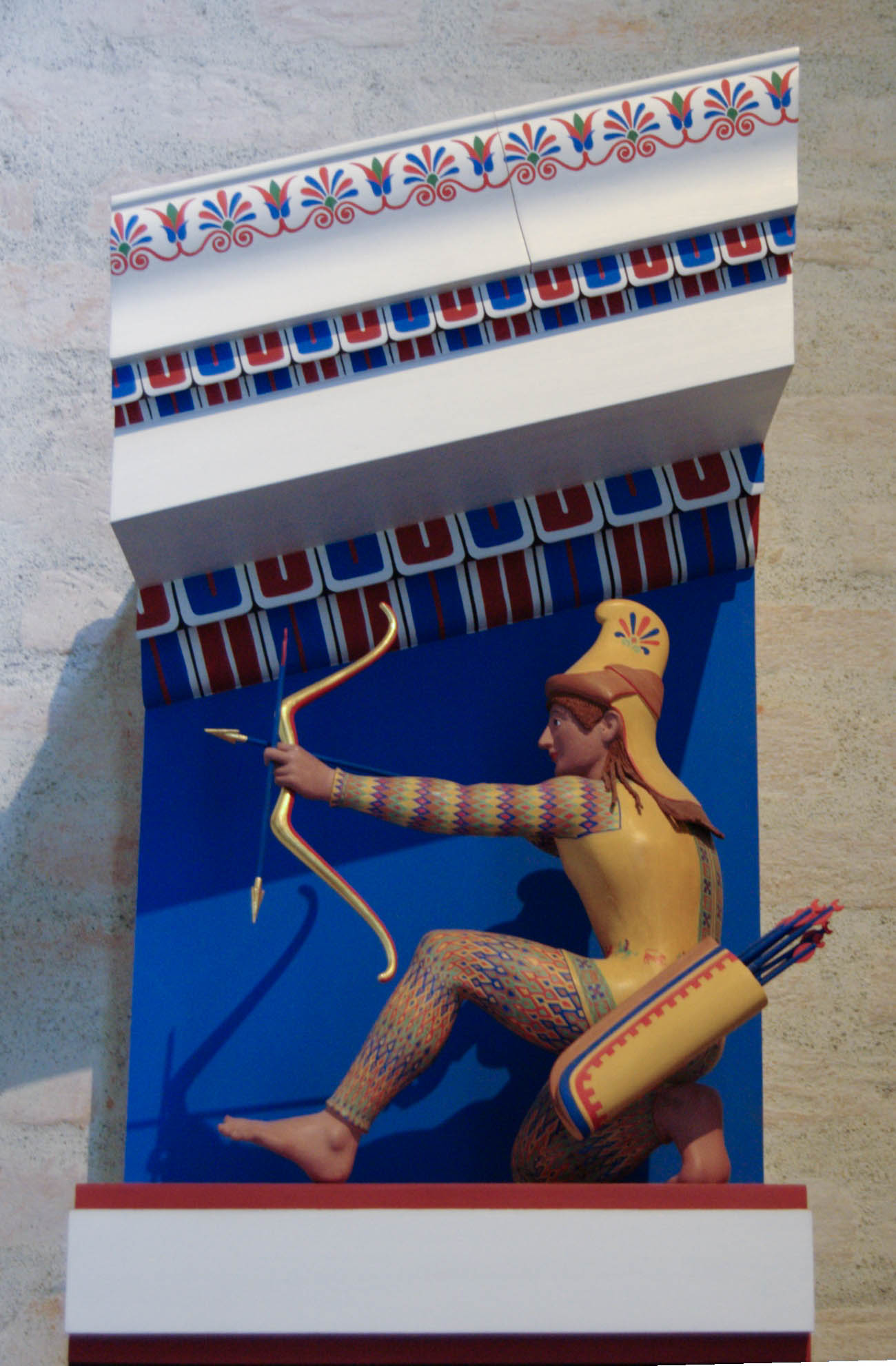
Frammento del frontone del Tempio di Afaia
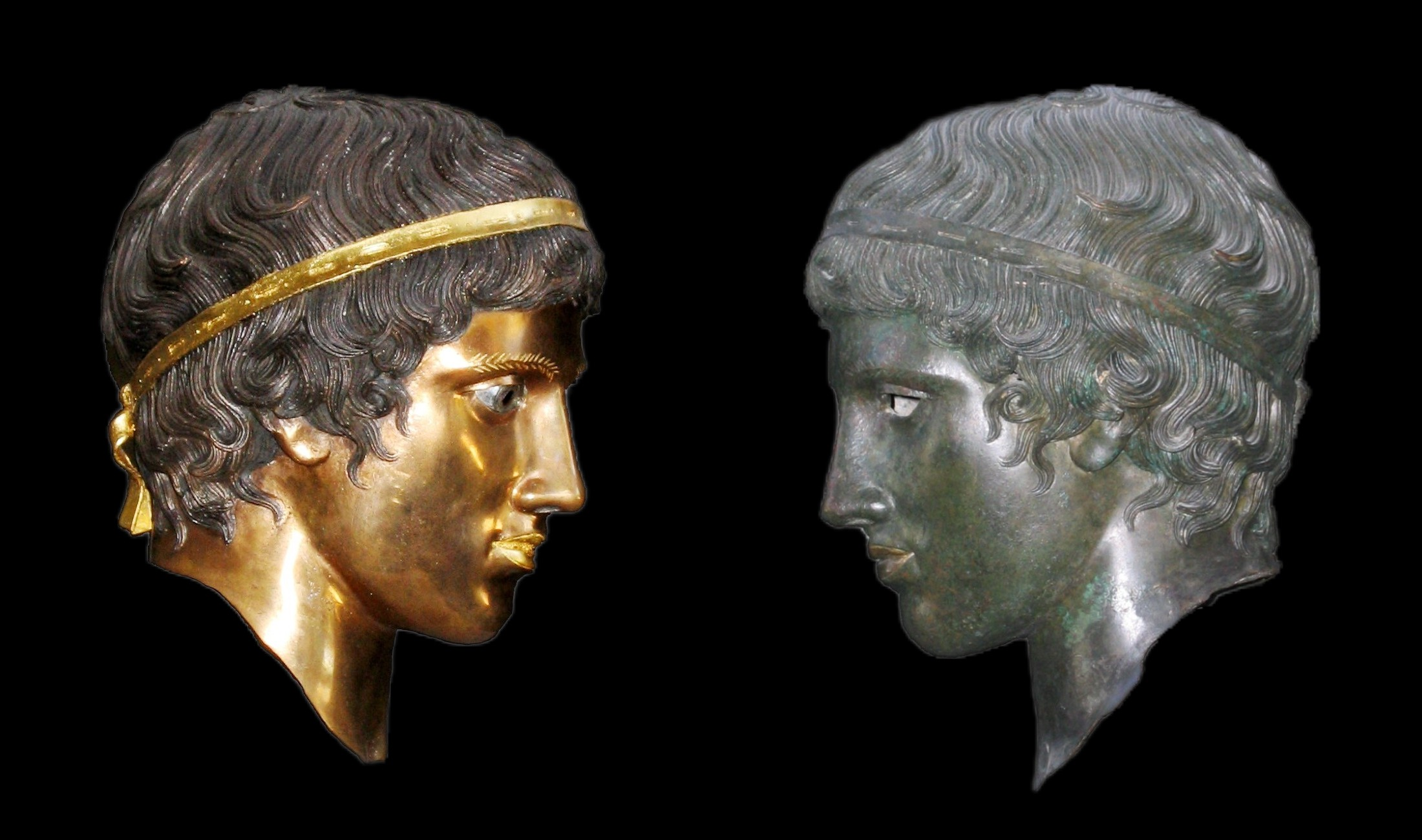
Recostruzione moderna e originale antico di testa greca
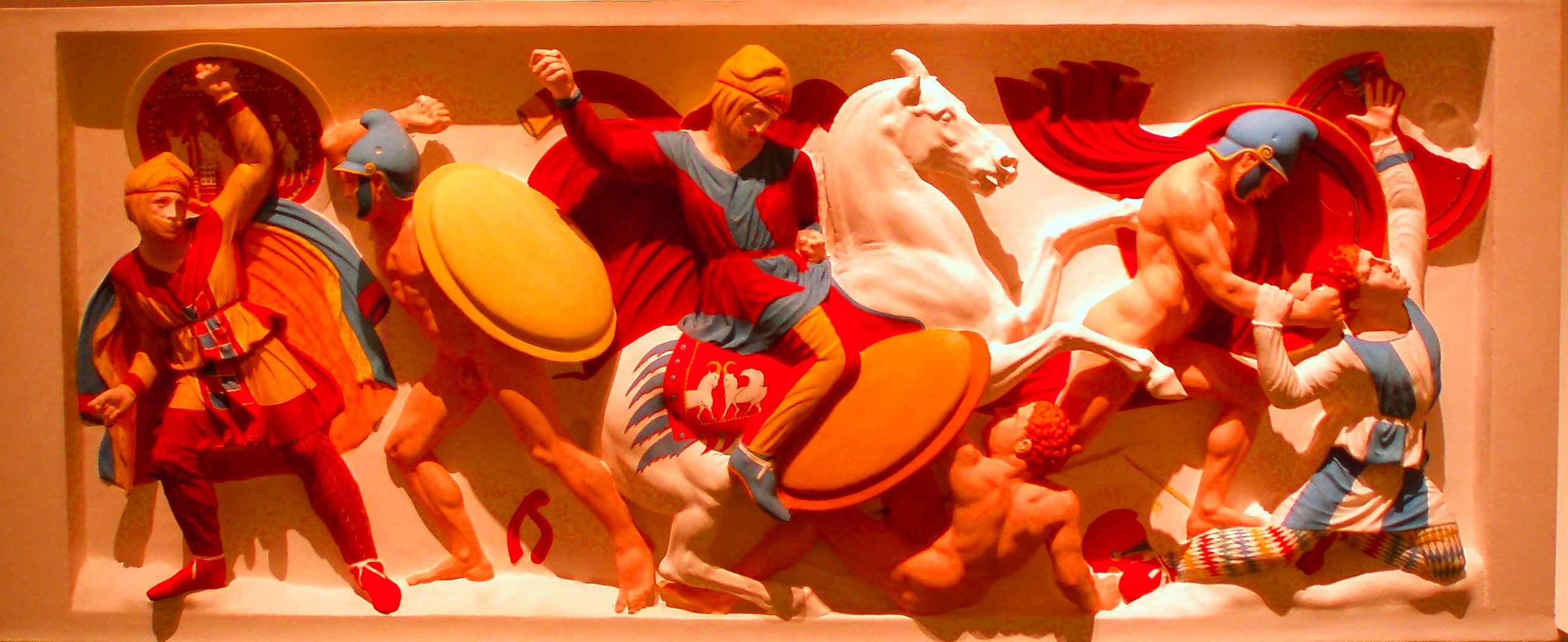
Ricostruzione del sarcofago di Alessandro Magno